# Abrodictyum cellulosum
Abrodictyum cellulosum là một loài dương xỉ trong họ Hymenophyllaceae. Loài này được Klotzsch Ebihara & Dubuisson mô tả khoa học đầu tiên.